# Odontopera edentata
Odontopera edentata là một loài bướm đêm trong họ Geometridae.